# Ariel (detergent)
Ariel és una marca de lleixiu que pertany a l'empresa Procter & Gamble.

## Història
Procter & Gamble desenvolupà el lleixiu Ariel en el seu centre tècnic europeu, instal·lat a Brussel·les. El producte, que conté sobretot enzims, és comercialitzà sota la marca Ariel l'any 1967. L'any següent, fa la seva aparició al mercat francès
Una «nova fórmula», llançada l'any 1981, va permetre reduir les temperatures del rentat. En el transcurs de la dècada del 1980, Procter & Gamble posa a la venda noves versions del producte, de les quals Ariel Líquid, Ariel Color i Ariel Ultra, un lleixiu en pols sota la descripció de «compacte»; Ariel Ultra Líquid és comercialitzà a principis dels anys 90. Aquest producte fou la resposta a la sortida de Skip Micro Líquid produït pel gran competidor, Unilever.
L'any 1993, Nawfal Trabelsi fou anomenat responsable de màrqueting de la marca L'any 1994, Ariel era la marca número u a França amb una quota de mercat del 35%.